# Indoribates multisetus
Indoribates multisetus är en kvalsterart som först beskrevs av Wen och Zhao 1994.  Indoribates multisetus ingår i släktet Indoribates och familjen Haplozetidae. Inga underarter finns listade i Catalogue of Life.